# Venus Genetrix (escultura)

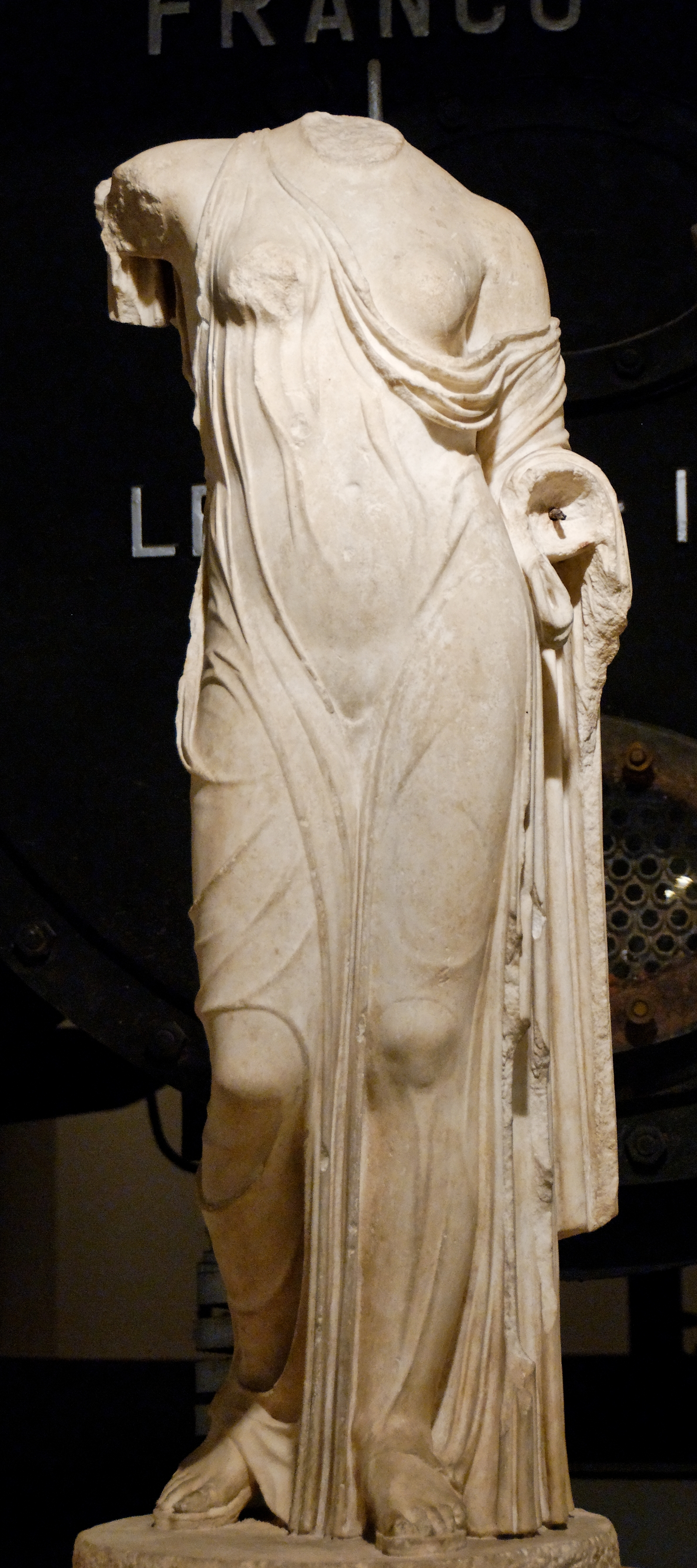
Venus Genetrix (Museos Capitolinos)

El tipo escultórico de Venus Genetrix muestra a la diosa romana Venus en su aspecto de Genetrix (madre), ya que fue honrada por la dinastía Julio-Claudiana de Roma, quien siguió el precedente de Julio César al afirmar que era su antepasada. A través de esta oportunidad histórica, se aplica una designación romana a un tipo iconológico de Afrodita que se originó entre los griegos. 
La noche anterior a la decisiva batalla de Farsalia (48 a. C.), Julio César se comprometió a dedicar un templo en Roma a Venus, supuesta antepasada de su gens. En cumplimiento de su voto, erigió el templo de Venus Genetrix en el nuevo foro que construyó. Las referencias contemporáneas identifican la estatua de culto en el templo por el escultor griego, Arkesilaos.   

## Original
Entre  el 420 - 410 a. C., el escultor ateniense Calímaco creó una escultura de bronce de Afrodita (ahora perdida), que, según la Historia natural de Plinio está vestida con un chitón o peplos ligero pero ajustado, colocado sobre el hombro izquierdo para mostrar su pecho izquierdo y que colgara hacia abajo de forma decorativa para no ocultar los contornos del cuerpo de la mujer. Venus fue representada sosteniendo la manzana ganada en el Juicio de Paris en su mano izquierda, mientras que su mano derecha cubría su cabeza. Del original perdido de bronce se derivan todas las copias sobrevivientes. La composición era frontal, la forma monumental del cuerpo, y en las réplicas romanas supervivientes sus proporciones son cercanas al canon de Policleto. 

### La Venus Genetrix de Julio César

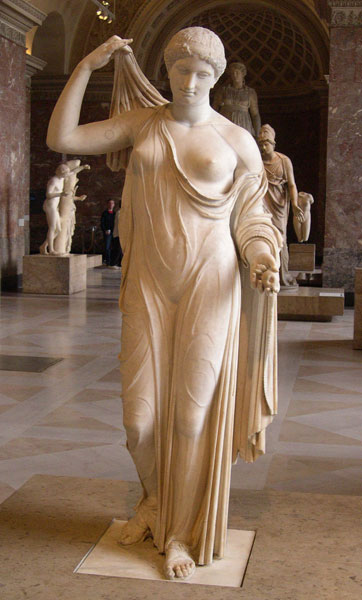
La Afrodita de Frejus en el Louvre

En el 46 aC, la estatua de Venus Genetrix esculpida por el Arkesilaos fue instalada por Julio César en su nuevo foro, probablemente en la cella de su templo de Venus Genetrix. Esta estatua ahora perdida, está representada en el reverso de un denario sobre la leyenda VENERI GENETRICI, con Vibia Sabina en el anverso. El tipo iconológico de la estatua, de la cual hay numerosas copias de mármol romanas y otras más pequeñas de bronce, fue identificado como Venus Genetrix (Venus Madre Universal) por Ennio Quirino Visconti en su catálogo de las colecciones papales, Museo Pio-Clementina, en comparación con este denario. "A partir de la inscripción en las monedas, de la similitud entre la figura de las monedas y la estatua en el Louvre, y del hecho de que Arkesilaos estableció el tipo de Venus Genetrix como diosa patrona de Roma y antepasada de la dinastía Julio-Claudia, la identificación fue muy natural ". Sobre esta base, se ha completado una Venus Genetrix en el Museo Pio-Clementina con un retrato romano de la cabeza de Sabina.
Al establecer este nuevo culto de Venus, según se cree, en cumplimiento de un voto hecho la víspera de la batalla de Farsalia (48 a. C.) César afirmaba que su propia gens era descendiente de la diosa, a través de Julo, el hijo de Eneas. Fue en parte para adular esta descendencia por lo que Virgilio escribió la Eneida. Su culto público expresó la posición única de César al final de la República Romana y en ese sentido de asociación personal expresada como culto público fue una innovación en la religión romana.

## Otras copias
Algunos de los ejemplos romanos se encuentran en las principales colecciones, como la de los Museos Capitolinos  (descubierta en los Jardines de Mecenas ), la del  Instituto de Artes de Detroit , el Museo Metropolitano de Arte , el Museo Real de Ontario , el Museo J. Paul Getty , el Museo del Louvre y el Museo del Hermitage. 

### Afrodita de Fréjus
En 1650 fue descubierta en Fréjus una estatua romana de 1.64 m de altura que data de finales del siglo I a. C. a principios, en mármol de Paros,   (Forum Julii). Es considerada la mejor copia romana de la obra griega perdida. 
El cuello, la mano izquierda, los dedos de la mano derecha, el pedestal y muchas partes del vestido son restauraciones modernas. Estaba colocada en el palacio de las Tullerías en 1678, y desde allí fue transportada al parque de Versalles alrededor de 1685. La Revolución se apoderó de ella  y, por lo tanto, ha estado en el Louvre desde 1803. La estatua fue restaurada en 1999 gracias al patrocinio de FIMALAC. 

### Museo del Hermitage
Otra copia romana de la estatua, que tiene 2,14 m de altura, estaba en la colección de Giampietro Campana, marqués de Cavelli, en Villa Campana, Roma, la cual fue adquirida para el Hermitage en 1861. 
La cabeza no pertenece a esta estatua. En Roma, la figura ideal de una divinidad a menudo se podía adaptar ligeramente (aquí, por ejemplo, el chitón cubre el pecho) y se le podía poner una cabeza hecha por separado. La evidencia de que este fue el caso aquí se puede ver en los mechones de cabello que caen sobre los hombros. Estos también se ven en los retratos póstumos de Agripina la Mayor, que nos permite fechar esta estatua hasta en el segundo cuarto del siglo I d. C.. 

### General
- Charles Waldstein, 'Pasiteles y Arkesilaos, Venus Genetrix y Venus del Esquilino', The American Journal of Archaeology y de la Historia de las Bellas Artes, vol. 3, No. 1/2 (junio de 1887), pp. 1-13
- Cornelia G. Harcum, 'Una estatua del tipo llamada Venus Genetrix en el Royal Ontario Museum', American Journal of Archaeology, vol. 31, No. 2 (Abr- Jun., 1927), pp. 141-152.
- Listado de copias, con imágenes. Archivado el 3 de marzo de 2016 en Wayback Machine.

### Afrodita de Frejus
- TheoiProject: Galería
- TheoiProject: Galería
- Venus de Fréjus (catálogo del Louvre)
- Venus de Fréjus
- Una reducción de terracota, de Mirina (también en el Louvre)

### Hermitage
- Theoi

- Datos: Q2181475
- Multimedia: Venus Genitrix statue types / Q2181475